# بيت بريغز
بيت بريغز (بالإنجليزية: Pete Briggs)‏ هو عازف جاز أمريكي، (ولد في تشارلستون في الولايات المتحدة 1904  م).

## وصلات خارجية
- بيت بريغز على موقع ميوزك برينز (الإنجليزية)
- بيت بريغز على موقع أول ميوزيك (الإنجليزية)
- بيت بريغز على موقع ديسكوغز (الإنجليزية)